# Henk Schijvenaar
Hendrik Schijvenaar, dit Henk Schijvenaar, né le 31 mai 1918 à Haarlem aux Pays-Bas et décédé le 17 septembre 1996 à Amsterdam, est un ancien footballeur international néerlandais. Il évoluait au poste de défenseur.

## Biographie
Il réalise l'intégralité de sa carrière dans le club de l'EDO Haarlem, et porte à 18 reprises le maillot Oranje. 
Il joue son premier match en équipe nationale le 4 mai 1947, en amical contre la Belgique (défaite 1-2 à Anvers). Par la suite, le 13 mars 1949, il est capitaine de l'équipe, lors d'un match amical contre ces mêmes Diables Rouges (match nul 3-3 à Amsterdam).
Retenu par le sélectionneur Jesse Carver afin de participer aux Jeux Olympiques de 1948 à Londres, il joue deux matchs lors du tournoi olympique : contre la république d'Irlande, puis la Grande-Bretagne.